# Claudio Bunster

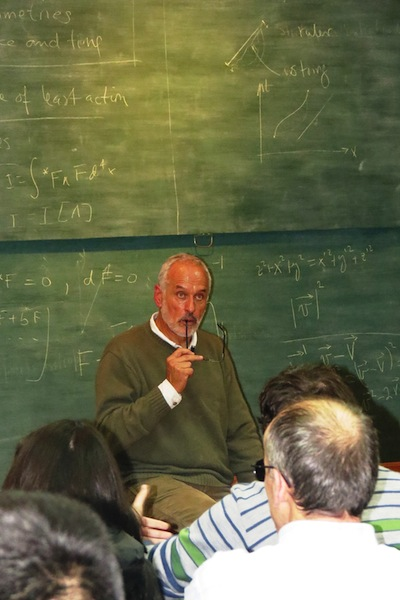
Claudio Bunster im Seminar für Theoretische Physik in Valdivia.

Claudio Bunster, früher Claudio Teitelboim (* 15. April 1947 in Santiago de Chile), ist ein chilenischer theoretischer Physiker.

## Leben und Wirken
Bunster studierte ab 1965 in Santiago Physik (Abschluss 1969). Dabei beschäftigte er sich mit dem Selbstenergieproblem der Elektrodynamik und stieß auf die Arbeiten von John Archibald Wheeler und Richard Feynman von 1945, die unter Umgehung des Feldkonzepts eine Fernwirkungstheorie mit avancierten und retardierten Potentialen  entwickelt hatten. Er kam in Kontakt mit Wheeler, wurde an der Princeton University zugelassen und promovierte dort 1973 bei Wheeler mit einer Arbeit über dessen Geometrodynamik. Teitelboim wurde Assistant Professor in Princeton, wo er viel mit Tullio Regge zusammenarbeitete. Ab 1977 (als Wheeler nach Austin ging) war er am Institute for Advanced Study (IAS) in Princeton. 1980 folgte er Wheeler an die University of Texas at Austin.
In Einverständnis mit seiner Universität war er halbjährig an dem 1984 von ihm neu gegründeten Forschungsinstitut Centro de Estudios Cientificos de Santiago (CECS) in Santiago. Als es deswegen Probleme in Austin gab, wechselte er wieder ans IAS und ging schließlich ganz nach Chile. In seinem Institut, mit dem er 2000 nach Valdivia in Südchile ging, arbeiten heute (2008) 80 Angestellte (gruppiert um 15 Spitzenforscher) auf den Gebieten Klimaforschung und Gletscherkunde, theoretische Physik und Biochemie. Während der Regierung von Eduardo Frei leitete er 1994 bis 2000 das Wissenschafts-Beratungsgremium des Präsidenten, wobei er auch erheblichen Einfluss auf die Wissenschaftsorganisation im Land nahm (er schuf z. B. hochdotierte Forschungsstipendien und Fördermittelstellen, die von einem Gutachtergremium ausländischer Wissenschaftler vergeben werden) und die Millennium-Science-Initiative der Weltbank mit ins Leben rief, die Wissenschaftszentren in Entwicklungsländern unterstützt. Bunster war auch im Diskussionsforum für Menschenrechte aktiv, das Brücken zu den Militärs schlagen sollte, um die Demokratie zu sichern (Bunster profitierte dann auch in seiner Gletscherforschung von logistischer Unterstützung des chilenischen Militärs).
Neben seinen ersten Arbeiten zum Selbstwechselwirkungsproblem der klassischen Elektrodynamik befasste sich Teitelboim mit der Quantisierung von Systemen mit Nebenbedingungen (wie Eichtheorien und Gravitation), Allgemeiner Relativitätstheorie (z. B. Hamiltonsche Struktur), Supergravitation und der Theorie Schwarzer Löcher.
Bunster gilt als einflussreichster Wissenschaftler Chiles im Bereich der exakten Naturwissenschaften.

## Preise und Ehrungen
- 1995 erhielt er den chilenischen Nationalpreis[4]
- 2005 wurde er in die Nationale Akademie der Wissenschaften der USA aufgenommen.
- 2007 wurde er zum Ehrenmitglied des Solvay Instituts in Brüssel ernannt.
- 2013 erhielt er den Wissenschaftspreis TWAS Lenovo der World Sciences Academy für die Förderung der Wissenschaft in Entwicklungsländern[5].

## Namenswechsel
Bunster wuchs unter dem Namen Claudio Teitelboim als Sohn des kommunistischen Politikers und Schriftstellers Volodia Teitelboim (1916–2008) und dessen Frau Raquel Weitzman auf. Erst 2005 erfuhr er, dass Teitelboim nur sein Adoptivvater und die Vaterschaft des Juristen Álvaro Bunster (1920–2004) auf Empfehlung der Kommunistischen Partei geheim gehalten worden war. Bunster nahm daraufhin den Namen seines leiblichen Vaters an.

## Schriften
- mit Marc Henneaux: Quantization of gauge systems. Princeton University Press 1992.
- mit Jorge Zanelli (Hrsg.): Black Holes and the structure of the universe. World Scientific 1998 (Konferenz Chile 1997).